# Symplocos culminicola
Symplocos culminicola är en tvåhjärtbladig växtart som beskrevs av Paul Carpenter Standley och Steyerm. Symplocos culminicola ingår i släktet Symplocos och familjen Symplocaceae. Inga underarter finns listade i Catalogue of Life.